# Thermisch und kalorisch perfektes Gas
Beim  thermisch und kalorisch perfekten Gas (im Englischen oft schlicht „perfect gas“ genannt) gilt einerseits die thermische Zustandsgleichung idealer Gase und andererseits sind {\displaystyle c_{V}} (die spezifische Wärmekapazität für gleichbleibendes Volumen) und {\displaystyle c_{p}} (die spezifische Wärmekapazität für gleichbleibenden Druck) jeweils konstant.
Das thermisch und kalorisch perfekte Gas ist also ein spezielles ideales Gas; das Konzept stellt eine (starke) Vereinfachung gegenüber den Verhältnissen bei einem realen Gas dar, es wird vor allem zu Berechnungen in der Strömungsmechanik von Gasen verwendet.

## Zustandsgleichungen in intensiver Form
Für die spezifische (d. h. auf die Masse {\displaystyle m} bezogene) innere Energie gilt:
{\displaystyle \ u=c_{V}\cdot T},
wobei {\displaystyle T} die Kelvintemperatur ist.
Für die spezifische Enthalpie gilt dann:
{\displaystyle \ h=c_{p}\cdot T}
Aus der Zustandsgleichung idealer Gase folgt:
{\displaystyle \ p=\rho \cdot R_{\mathrm {s} }\cdot T},
wobei {\displaystyle R_{\mathrm {s} }} die spezifische Gaskonstante, {\displaystyle p} der Druck und {\displaystyle \rho } die Dichte ist.
Außerdem gilt:
{\displaystyle \ c_{p}=c_{V}+R_{\mathrm {s} }}